# Melicope obtusifolia
Melicope obtusifolia är en vinruteväxtart. Melicope obtusifolia ingår i släktet Melicope och familjen vinruteväxter.

## Underarter
Arten delas in i följande underarter:
- M. o. gigas
- M. o. obtusifolia
- M. o. arborea
- M. o. brachypoda
- M. o. cuneifolia
- M. o. inaequalis